# امیلین پتیک لاورنس
امیلین پتیک لاورنس (انگلیسی: Emmeline Pethick-Lawrence, Baroness Pethick-Lawrence؛ ۲۱ اکتبر ۱۸۶۷ – ۱۱ مارس ۱۹۵۴) روزنامه‌نگار، و فعال سافرجت و حقوق زنان اهل بریتانیا بود. او در ۱۹۰۶ با املین پنکهرست آشنا شد و به سمت خزانه‌دار اتحادیه سیاسی اجتماعی زنان برگزیده شد. در ۱۹۰۷ مجلهٔ رأی‌های برای زنان را تأسیس کرد. در طول دوران فعالیتش بارها دستگیر و زندانی شد.
در ۱۹۴۵ پادشاه بریتانیا جرج ششم عنوان بارونس را به او اهدا کرد.